# Боце Перески
Боце Илия Перески (на македонска литературна норма: Боце Илија Перески) е офицер, генерал-майор от Югославската народна армия.

## Биография
Роден е на 22 август 1933 година в долненското село Стровия, тогава в Кралство Югославия, в земеделско семейство. Завършва основно образование в родния си край и гимназия през 1946 г. През 1952 г. завършва Офицерско военно химическо училище. От 1952 до 1955 г. е командир на взвод в Скопие и Куманово. Между 1956 и 1960 г. е помощник-командир на рота в Куманово. В периода 1960 – 1962 г. е командир на взвод за атомна, химическа и биологическа отбрана (АБХО) и началник на АБХО в полк. От 1962 до 1968 г. е командир на рота за АБХО в Куманово. През 1964 г. завършва Школа за усъвършенстване в областта на АБХО в Крагуевац, а през 1968 г. завършва Команднощабната академия на Сухопътните войски на ЮНА. Между 1968 и 1970 г. е началник на АБХО в пехотна дивизия. В периода 1970 – 1973 г. е командир на батальон за АБХО. През 1973 г. завършва Школа за народна отбрана. В периода 1974 – 1981 г. е началник на АБХО в трета военна област (Скопие). От 1981 до 1985 г. е командир на Щаба на териториалната отбрана на град Скопие. Между 1985 и 1986 г. е командир на Командването за отбрана на град Скопие. В периода 1986 – 1988 г. е началник на Републиканския щаб за териториална отбрана на Социалистическа република Македония. Между 1988 и 1991 г. е помощник-командир за морално възпитание в командването на трета военна област. От 1991 до 1993 г. е помощник-началник на Генералния щаб на Армията на Република Македония по морала и правните въпроси. Излиза в запаса на 3 март 1993 г.

## Военни звания
- Подпоручик (1952)
- Поручик (1955)
- Капитан (1959)
- Капитан 1 клас (1962)
- Майор (1968)
- Подполковник (1973)
- Полковник (1978)
- Генерал-майор (1987)

## Награди
- Медал за военни заслуги, 1955 година;
- Орден за военни заслуги със сребърни мечове, 1961 година;
- Орден на Народната армия със сребърна звезда, 1973 година;
- Орден за военни заслуги със златни мечове, 1978 година;
- Орден на Народната армия със златна звезда, 1984 година;
- Орден на братството и единството със сребърен венец, 1987 година.